# Cursa Păcii

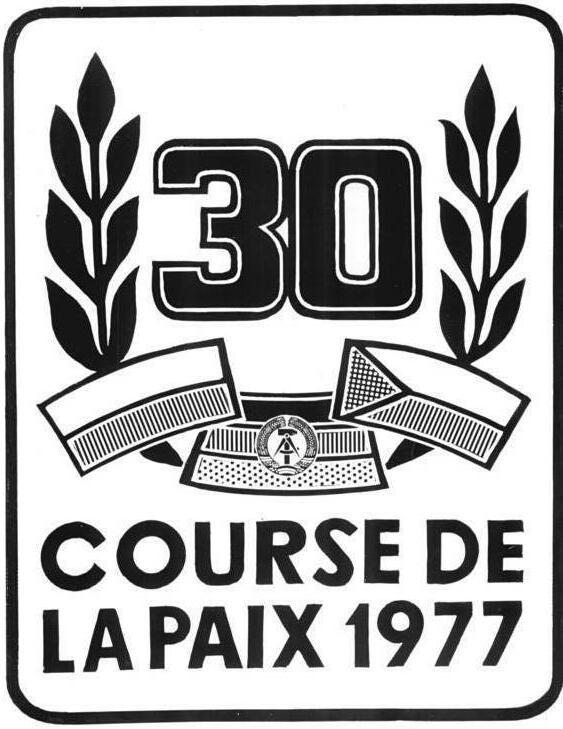
Cursa Păcii

Cursa Păcii (germ. "Friedensfahrt"; ceh. "Závod míru"; pol. "Wyścig Pokoju"; franc. "Course de la Paix") a fost o cursă de ciclism rutier de amatori, care a fost organizată în cadrul fostelor țări socialiste. Ea a avut loc în Europa Centrală, ultima cursă a păcii a avut loc în anul 2006, din motive financiare și din cauza dezmembrării blocului comunist, cursa în prezent nu mai are loc.

## Câștigotorii cursei
În unii ani au avut loc numai unele etape ale cursei păcii.
| Nr. | Anul | Ruta                                 | Distanța | Etape    | Învingător               | Țara                        |
| --- | ---- | ------------------------------------ | -------- | -------- | ------------------------ | --------------------------- |
| 1   | 1948 | Varșovia–Praga                       | 1104 km  | 7        | August Prosinek          | Iugoslavia                  |
| 1   | 1948 | Praga–Varșovia                       | 842 km   | 5        | Alexander Zoric          | Iugoslavia                  |
| 2   | 1949 | Praga–Varșovia                       | 1259 km  | 8        | Jan Veselý               | Cehoslovacia                |
| 3   | 1950 | Varșovia–Praga                       | 1539 km  | 9        | Willi Emborg             | Danemarca                   |
| 4   | 1951 | Praga–Varșovia                       | 1544 km  | 9        | Kay Allan Olsen          | Danemarca                   |
| 5   | 1952 | Varșovia–Berlin–Praga                | 2135 km  | 12       | Ian Steel                | Regatul Unit                |
| 6   | 1953 | Bratislava–Berlin–Varșovia           | 2231 km  | 12       | Christian Pedersen       | Danemarca                   |
| 7   | 1954 | Varșovia–Berlin–Praga                | 2051 km  | 13       | Eluf Dalgaard            | Danemarca                   |
| 8   | 1955 | Praga–Berlin–Varșovia                | 2214 km  | 13       | Gustav-Adolf Schur       | Germania                    |
| 9   | 1956 | Varșovia–Berlin–Praga                | 2212 km  | 12       | Stanislaw Krolak         | Polonia                     |
| 10  | 1957 | Praga–Berlin–Varșovia                | 2220 km  | 12       | Nentscho Christow        | Bulgaria                    |
| 11  | 1958 | Varșovia–Berlin–Praga                | 2210 km  | 12       | Piet Damen               | Țările de Jos               |
| 12  | 1959 | Berlin–Praga–Varșovia                | 2057 km  | 13       | Gustav-Adolf Schur       | Germania                    |
| 13  | 1960 | Praga–Varșovia–Berlin                | 2290 km  | 13       | Erich Hagen              | Republica Democrată Germană |
| 14  | 1961 | Varșovia–Berlin–Praga                | 2435 km  | 13       | Juri Melichow            | Uniunea Sovietică           |
| 15  | 1962 | Berlin–Praga–Varșovia                | 2407 km  | 14       | Gainan Saidchushin       | Uniunea Sovietică           |
| 16  | 1963 | Praga–Varșovia–Berlin                | 2568 km  | 15       | Klaus Ampler             | Republica Democrată Germană |
| 17  | 1964 | Varșovia–Berlin–Praga                | 2246 km  | 14       | Jan Smolík               | Cehoslovacia                |
| 18  | 1965 | Berlin–Praga–Varșovia                | 2318 km  | 15       | Gennadi Lebedjew         | Uniunea Sovietică           |
| 19  | 1966 | Praga–Varșovia–Berlin                | 2340 km  | 15       | Bernard Guyot            | Franța                      |
| 20  | 1967 | Varșovia–Berlin–Praga                | 2307 km  | 16       | Marcel Maes              | Belgia                      |
| 21  | 1968 | Berlin–Praga–Varșovia                | 2352 km  | 14       | Axel Peschel             | Republica Democrată Germană |
| 22  | 1969 | Varșovia–Berlin                      | 2036 km  | 15       | Jean-Pierre Danguillaume | Franța                      |
| 23  | 1970 | Praga–Varșovia–Berlin                | 1976 km  | 15       | Ryszard Szurkowski       | Polonia                     |
| 24  | 1971 | Varșovia–Berlin–Praga                | 1895 km  | 14       | Ryszard Szurkowski       | Polonia                     |
| 25  | 1972 | Berlin–Praga–Varșovia                | 2025 km  | 14       | Vlastimil Moravec        | Cehoslovacia                |
| 26  | 1973 | Praga–Varșovia–Berlin                | 2076 km  | P, 16, E | Ryszard Szurkowski       | Polonia                     |
| 27  | 1974 | Varșovia–Berlin–Praga                | 1806 km  | 14       | Stanislaw Szozda         | Polonia                     |
| 28  | 1975 | Berlin–Praga–Varșovia                | 1915 km  | P, 13    | Ryszard Szurkowski       | Polonia                     |
| 29  | 1976 | Praga–Varșovia–Berlin                | 1974 km  | P, 14    | Hans-Joachim Hartnick    | Republica Democrată Germană |
| 30  | 1977 | Varșovia–Berlin–Praga                | 1648 km  | 13       | Aavo Pikkuus             | Uniunea Sovietică           |
| 31  | 1978 | Berlin–Praga–Varșovia                | 1796 km  | P, 12    | Alexander Awerin         | Uniunea Sovietică           |
| 32  | 1979 | Praga–Varșovia–Berlin                | 1942 km  | P, 14    | Sergej Suchorutschenkow  | Uniunea Sovietică           |
| 33  | 1980 | Varșovia–Berlin–Praga                | 2095 km  | P, 14    | Juri Barinow             | Uniunea Sovietică           |
| 34  | 1981 | Berlin–Praga–Varșovia                | 1887 km  | P, 14    | Shakhid Zagretdinow      | Uniunea Sovietică           |
| 35  | 1982 | Praga–Varșovia–Berlin                | 1941 km  | P, 12    | Olaf Ludwig              | Republica Democrată Germană |
| 36  | 1983 | Varșovia–Berlin–Praga                | 1899 km  | P, 12    | Falk Boden               | Republica Democrată Germană |
| 37  | 1984 | Berlin–Praga–Varșovia                | 1689 km  | P, 11    | Sergej Suchorutschenkow  | Uniunea Sovietică           |
| 38  | 1985 | Praga–Moscova–Varșovia–Berlin        | 1712 km  | P, 12    | Lech Piasecki            | Polonia                     |
| 39  | 1986 | Kiev–Varșovia–Berlin–Praga           | 2138 km  | P, 15    | Olaf Ludwig              | Republica Democrată Germană |
| 40  | 1987 | Berlin–Praga–Varșovia                | 1987 km  | P, 14    | Uwe Ampler               | Republica Democrată Germană |
| 41  | 1988 | Bratislava–Katowice–Berlin           | 2008 km  | P, 13    | Uwe Ampler               | Republica Democrată Germană |
| 42  | 1989 | Varșovia–Berlin–Praga                | 1927 km  | 12       | Uwe Ampler               | Republica Democrată Germană |
| 43  | 1990 | Berlin–Slušovice–Bielsko-Biała       | 1595 km  | P, 11    | Ján Svorada              | Cehoslovacia                |
| 44  | 1991 | Praga–Varșovia                       | 1261 km  | P, 9     | Wiktor Rjaksinski        | Uniunea Sovietică           |
| 45  | 1992 | Berlin–Karpacz–Mladá Boleslav        | 1348 km  | P, 9     | Steffen Wesemann         | Germania                    |
| 46  | 1993 | Tábor–Nový Bor                       | 1342 km  | P, 9     | Jaroslav Bílek           | Cehia                       |
| 47  | 1994 | Tábor–Trutnov                        | 1354 km  | P, 9     | Jens Voigt               | Germania                    |
| 48  | 1995 | České Budějovice–Oberwiesenthal–Brno | 1379 km  | P, 10    | Pavel Padrnos            | Cehia                       |
| 49  | 1996 | Brno–Żywiec–Leipzig                  | 1703 km  | P, 10    | Steffen Wesemann         | Germania                    |
| 50  | 1997 | Potsdam–Żywiec–Brno                  | 1629 km  | P, 10    | Steffen Wesemann         | Germania                    |
| 51  | 1998 | Poznań–Karlovy Vary–Erfurt           | 1591 km  | 10       | Uwe Ampler               | Germania                    |
| 52  | 1999 | Znojmo–Polkowice–Magdeburg           | 1613 km  | 10       | Steffen Wesemann         | Germania                    |
| 53  | 2000 | Hannover–Kudowa-Zdrój–Praga          | 1608 km  | 10       | Piotr Wadecki            | Polonia                     |
| 54  | 2001 | Łódź–Plzeň–Potsdam                   | 1611 km  | 10       | Jakob Piil               | Danemarca                   |
| 55  | 2002 | České Budějovice–Chemnitz–Varșovia   | 1470 km  | 10       | Ondřej Sosenka           | Cehia                       |
| 56  | 2003 | Olomouc–Wałbrzych–Erfurt             | 1552 km  | 9        | Steffen Wesemann         | Germania                    |
| 57  | 2004 | Brüssel–Wroclaw–Praga                | 1580 km  | 9        | Michele Scarponi         | Italia                      |
| 58  | 2006 | Linz–Karlovy Vary–Hannover           | 1296 km  | 8        | Giampaolo Cheula         | Italia                      |

## Juniori
| - 2009 Łukasz Wiśniowski - 2008 Michał Kwiatkowski - 2007 Michał Kwiatkowski - 2006 Martin Hačecký - 2005 Tanel Kangert - 2004 Roman Kreuziger - 2003 Peter Velits - 2002 Peter Velits - 2001 Sven Krauss - 2000 Piotr Mazur - 1999 16px Fabian Cancellara - 1998 Michal Mourecek - 1997 Christian Werner | - 1996 Denis Bondarenko - 1995 Denis Menschow - 1994 Dmitrij Parfimovic - 1993 Janek Ermal - 1992 Petr Herman - 1991 Jiří Pospíšil - 1990 Danilo Klaar - 1989 Petr Cirkl - 1988 František Trkal - 1987 Luboš Pekárek - 1986 Miroslav Lipták - 1985 Leonid Lebedew | - 1984 Ondřej Glajza - 1983 Roman Kreuziger - 1982 Christian Jager - 1981 Berndt Pfister - 1980 Vladimír Kozárek - 1979 Alberto Molinari - 1978 Falk Boden - 1977 Alessandro Paganessi - 1976 Jiří Korouš - 1975 Iwan Romanow - 1974 Wladimir Sapowalow - 1965 Fritz Germin |

## Literatură
- Klaus Huhn: Die Geschichte der Friedensfahrt. 2001, ISBN 3-933544-52-1.
- Kopfsteinpflaster und Asphalt. Radio-Feature des MDR. 1 CD. Pool Music und Media, 1998, 4260031180232.
- Die Geschichte der Friedensfahrt. Sportverlag, Berlin 1954, Sammelband (Ltg.: Brigitte Roszak)
- Hagen Boßdorf: Geschichte der Friedensfahrt. VHS-Video. 1997, ISBN 3-328-00770-9.
- Täve Schur (Hrsg.): Friedensfahrt. 1995, ISBN 3-928999-47-8.
- Manfred Hönel: 100 Highlights Friedensfahrt. 1997, ISBN 3-328-00717-2.
- Klaus Huhn: Jedesmal im Mai. 1987, ISBN 3-328-00177-8.
- Tilo Köhler: Der Favorit fuhr Kowalit: Täve Schur und die Friedensfahrt. 1997, ISBN 3-378-01015-0.
- Adolf Klimanschewsky: Warschau, Berlin, Prag. Ein Erlebnisbericht von der Friedensfahrt 1952. Sportverlag, Berlin 1953.
- Damals in der DDR. 3 CDs, 2001, BMG 743218855023 (u. a. mit der Friedensfahrt-Fanfare)

## Statistică
- Geschichte der Friedensfahrt, mit vielen Statistiken; Details zu jeder Etappe
- Daten zu allen Friedensfahrten einschließlich aller Teilnehmer Arhivat în 12 iunie 2010, la Wayback Machine.
- Statistiken zur Friedensfahrt von 1948 bis in die Gegenwart